# Burgo
Burgo eller Buggo var möjligen en "småländsk kung", omtalad i senmedeltida källor.
Enligt dessa källor gjorde smålänningarna uppror mot Birger Magnusson och valde en egen kung, Burgo. Denne skall dock ha dödats av Birger, 1316 eller 1318. Burgo omtalas inte i några samtida källor och händelsens historicitet är osäker, möjligen går den tillbaka på ett uppror mot kungen under den aktuella tiden.